# 甘忠可
甘忠可，道教人物，齊地人，生卒年不詳，活躍於漢成帝年間。

## 重要著作
甘忠可於漢成帝在位時，造作中國道教史上首部宗教經書——《天官曆·包元太平經》。其書共分十二卷，含大量儒家讖緯學之說，故書中已現儒道相融之勢，其名則取自《春秋·元命苞》：“元氣之苞含，所以含精藏雲，故觸石而出，聖人一其德者循其徹，長生久視。”成書方式則採仙人“下凡”親授方式：《漢書·李尋傳》記載：“漢家逢天地之大終，當更受命於天，天帝使真人赤精子，下教我此道。”
應當注意的是，漢朝與赤帝和赤精子有特殊的聯係。据《漢書·卷一上·高帝紀第一上》載，漢高帝斬白蛇起義時，“嫗曰：「吾子，白帝子也，化為蛇，當道，今者赤帝子斬之故哭。」”應劭注曰：「秦襄公自以居西，主少昊之神，作西畤，祠白帝。至獻公時櫟陽雨金，以為瑞，又作畦畤，祠白帝。少昊，金德也。赤帝堯後，謂漢也。殺之者，明漢當滅秦也。」有人將此告高祖劉邦，“高祖乃心獨喜，自負。”後來起義軍“旗幟皆赤，由所殺蛇白帝子，所殺者赤帝子故也。”《漢書·卷十一·哀帝紀十一》談及後來侍詔夏賀良等向漢哀帝言赤精子之讖時，有應劭注曰：「高祖感赤龍而生，自謂赤帝之精，良等因是作此讖文。」

## 宗教貢獻
因包元太平經已然不傳，只可從歷史與其他道教著作中窺甘忠可之大概，他主張作用在於結合傳統天人感應思想與道教神仙思想，開道教踏上為政統服務之路。
- 構造道教傳授系統：天帝→真人→方士。

- 賦予神仙新職能：由以往仙遊取樂於天地之間之神仙變而為實際影響人間運作的神人，結合君權神受與真人奉命於天兩大"天意"系統。

- 仙人下凡親傳道書的模式影響後世道教著書者。

## 傳承
- 夏賀良：重平人，弟子。汉哀帝时为侍詔。[1]
- 丁廣世：容丘人，弟子
- 郭昌：東郡人，弟子